# 蓝天塔
蓝天塔，位于蒙古国首都乌兰巴托，是一座商务综合楼。

## 简介
蓝天塔高105米。2009年建成，自此成为蒙古国最高的建筑。该摩天大楼采用钢和玻璃结构，外装蓝色的玻璃幕墙。
蓝天塔集酒店、写字楼、会议中心等于一体。其中有200个房间、12个套间，以及会议厅、多个餐厅、车库。蓝天塔是乌兰巴托商业区中最引人瞩目的建筑。